# Jagelló (keresztnév)
A Jagelló a lengyel Jagelló királyi család nevéből származik, az uralkodócsalád neve pedig Jagelló litván nagyfejedelem pogány nevéből ered, és ő volt az eddigi leghíresebb képviselője is. Dümmerth így fogalmaz: „[...] a keresztény hitre tért Jagellóval, aki II. Ulászló néven foglalta el Hedvig oldalán a lengyel trónt, megtörtént az ünnepélyes esküvő, [...].”
A feltételezett jelentése litvánul: joti („lovagolni”) + gailas („erős”) = erős lovas.

## Gyakorisága
Az 1990-es években szórványos név, a 2000-es években nem szerepel a 100 leggyakoribb férfinév között.

## Névnapok
- október 13.[2]

## Idegen nyelvi változatok
- litvánul: Jogaila,
- lengyel: Jagiełło

## Híres Jagellók
- Jagelló litván nagyfejedelem, lengyel király – a Jagelló-dinasztia névadója.